# Die Medici
Die Medici (Originaltitel: I Medici und The Medici), in Staffel 1 mit Herrscher von Florenz (Originaltitel: Masters of Florence) , in Staffel 2 und 3 mit Lorenzo der Prächtige (Originaltitel: The Magnificent) untertitelt, ist eine italienisch-britische Fernsehserie, deren Produktion 2015 begann. Sie kam im Oktober 2016 in Italien ins Fernsehen. Nach dem Muster von Die Tudors und Borgia wird im Stil eines opulenten Kostümfilms und mit einem großen Ensemble an internationalen Schauspielern, die Geschichte einer der bekanntesten Dynastien Italiens, der Medici, in Szene gesetzt.
Im deutschsprachigen Raum wurde die erste Staffel vom 27. bis zum 30. Dezember 2016 beim Pay-TV-Sender Sky 1 ausgestrahlt. Die acht Folgen der zweiten Staffel wurden zwischen dem 23. Oktober und dem 13. November 2018 auf Rai 1 gesendet, während die Ausstrahlung auf Deutsch in vier Doppelfolgen zwischen dem 24. und dem 27. Dezember 2018 erfolgte. Die finale dritte Staffel wurde ab dem 2. Dezember 2019 auf Rai 1 in Italien ausgestrahlt. Die deutschsprachige Ausstrahlung erfolgt auf Sky 1 in Doppelfolgen ab dem 23. Dezember 2019.

## Handlung
In den ersten Folgen wird in Rückblenden die Geschichte der Bankiersfamilie Medici aus Florenz um das Jahr 1410 erzählt. Der Patriarch Giovanni di Bicci de’ Medici verhilft dem Grafen von Troia, Baldassare Cossa, zum Papsttum; im Gegenzug darf das Bankhaus die Finanzen des Papstes abwickeln, was zum rasanten wirtschaftlichen Aufstieg der Familie führt. Giovanni führt seine beiden Söhne Cosimo und Lorenzo ins Bankgeschäft ein. Bei einem Besuch in Rom lernt Cosimo, der statt Bankier lieber Künstler wäre, den Künstler Donatello kennen, der in den Folgejahren für Florenz viele Kunstwerke erschafft. Für Cosimo wird eine Ehe mit Contessina de’ Bardi arrangiert, aus der der Sohn Piero hervorgeht.
Die Haupthandlung setzt 1429 ein und dauert in der ersten Staffel bis etwa 1435. Giovanni wurde im Weinberg vergiftet. Seinen Sitz im Florenzer Stadtrat, der Signoria, erhält Cosimo in einem manipulierten Losverfahren. Für den technisch anspruchsvollen Bau der Kuppel der unvollendeten Kathedrale von Florenz engagiert Cosimo den Architekten Filippo Brunelleschi. Als in Florenz die Pest ausbricht, machen Medicis Gegner in der Signoria den größenwahnsinnigen Kuppelbau verantwortlich und zerstören die begonnenen Arbeiten. Cosimo kann den Abriss beenden. Ein Krieg mit dem Herzogtum Mailand um die Stadt Lucca bringt die Bank in finanzielle Schwierigkeiten, kann durch einen Friedensvertrag aber entschärft und beendet werden.
Auf der Suche nach Giovannis Mörder spürt Cosimos Freund Marco Bello einen Apotheker auf, der das Gift angerührt hatte. Der Apotheker wird mit einem Dolch erstochen, der Lorenzo gehört. Cosimo beschuldigt zunächst seinen Bruder, lässt dann aber von diesem Verdacht ab. Währenddessen gewinnt die Familie Albizzi in der Signoria ein Übergewicht, so dass es zu einer Verurteilung Cosimos zum Tode kommt, wegen der von ihm zu verantwortenden Pest und der von der Medici-Bank verlangten unchristlichen Wucherzinsen. Piero kann nachweisen, dass einige Vorhaltungen Albizzis erlogen sind, und mit Contessinas Hilfe wird das Urteil in ein Exil umgewandelt.
Cosimo und einige Familienmitglieder (außer Contessina) verbringen das auf zehn Jahre festgelegte Exil in Venedig. Cosimo lernt Maddalena kennen, die er als Mätresse hält und nach dem Exil mit zurück nach Florenz nimmt. Gemeinsam mit dem Dogen von Venedig können die Medici nach einigen Monaten eine Verschwörung zwischen den Albizzi und dem Herzog von Mailand aufdecken, so dass das Exil sofort endet. Die Medici kehren nach Florenz zurück und lassen Rinaldo Albizzi festnehmen. Cosimo setzt sich dafür ein, dass auch Rinaldo mit dessen Sohn ins Exil geschickt wird, um als gnädig gegenüber seinem Gegner dazustehen. Nach der Abreise wird den Albizzis von Auftragsmördern aufgelauert, die mutmaßlich von Cosimo geschickt wurden.
Da die Sicherheitslage für den Papst in Rom schwierig ist (im Zusammenhang mit dem Abendländischen Schisma), sucht Papst Eugen IV. Zuflucht in Florenz im Hause der Medici. Wenngleich die Familie gottesfürchtig ist, bestehen zwischen Cosimo und Eugen wegen des großen Reichtums der Familie erhebliche Differenzen. Zum Bruch kommt es, als Gerüchte über Cosimos Auftrag zur Ermordung der Albizzis aufkommen. Der Papst verlässt Florenz und übergibt seine Bankgeschäfte der rivalisierenden Familie der Pazzi.
Zwischen Marco Bello und Maddalena kommt es zu einer Liaison. Als Maddalena schwanger wird, ist unklar, ob Cosimo oder Marco der Vater ist. Maddalena bekräftigt gegenüber Contessina, dass Cosimo der Vater sein muss. Marco wird des Mordes an Giovanni verdächtigt, weil er einen verdächtigen Kaufbeleg für Gift in der Tasche hatte, doch Cosimo lässt ihn laufen.
Die Medici bringen als Ersatz für Rinaldo Albizzi durch Manipulation den wohlgesinnten Händler Bredani in die Signoria, doch dieser wird kurz darauf ermordet. Andrea de’ Pazzi wird zum Nachfolger gewählt. Auf der Suche nach Bredanis Mörder kann Lorenzo mit Hilfe von Marco den Täter festnehmen. Ein Brief in dessen Besitz weist eine Involvierung Pazzis nach, der auch nach einer Entthronung von Eugen IV. strebt. Bredanis Mörder lässt Lorenzo töten. Piero beschafft von den anderen Bankhäusern finanzielle Mittel, um eine Armee aufzustellen und die Sicherheit in Rom für Eugen IV. wieder herzustellen.
Zwei Monate nach dem Mord an Lorenzo und der Wiedereinsetzung der Medici-Bank beim Papst erklärt Maddalena gegenüber dem Hausverwalter Ugo, dass Marco der Mord an Giovanni untergeschoben werden sollte. In Rückblenden wird dem Zuschauer klar, dass es zwischen Ugo und Giovanni wegen eines heimlichen Kindes von Lorenzo und seiner Geliebten zu einem Streit gekommen ist; Lorenzo durfte von dem Kind nichts erfahren. Ugo vergiftete Giovanni, ermordete den Apotheker und versuchte den Mord zunächst Lorenzo, dann Marco unterzuschieben.
In der letzten Szene sind die Wogen in Florenz oberflächlich geglättet, der Kuppelbau etwa zur Hälfte fertiggestellt.

## Besetzung und Synchronisation
| Rolle                          | Darsteller                                               | Synchronsprecher                                       |
| ------------------------------ | -------------------------------------------------------- | ------------------------------------------------------ |
| Cosimo de’ Medici              | Richard Madden                                           | Stefan Günther                                         |
| Lorenzo di Giovanni de’ Medici | Stuart Martin                                            | Frank Schaff                                           |
| Bernardo Guadagni              | Brian Cox                                                | Roland Hemmo                                           |
| Giovanni di Bicci de’ Medici   | Dustin Hoffman                                           | Joachim Kerzel                                         |
| Contessina de’ Medici          | Annabel Scholey                                          | Solveig Duda                                           |
| Marco Bello                    | Guido Caprino                                            | Matthias Klie                                          |
| Piero di Cosimo de’ Medici     | Alessandro Sperduti (Staffel 1) Julian Sands (Staffel 2) | Konrad Bösherz (Staffel 1) Jacques Breuer (Staffel 2)  |
| Ugo Bencini                    | Ken Bones                                                | Reent Reins                                            |
| Rinaldo degli Albizzi          | Lex Shrapnel                                             | Jaron Löwenberg                                        |
| Andrea de’ Pazzi               | Daniel Caltagirone                                       | Till Endemann                                          |
| Lucrezia di Piero de’ Medici   | Valentina Bellè (Staffel 1) Sarah Parish (Staffel 2)     | Nicole Hannak (Staffel 1) Madeleine Stolze (Staffel 2) |
| Filippo Brunelleschi           | Alessandro Preziosi                                      | Wolfgang Müller                                        |
| Ormanno degli Albizzi          | Eugenio Franceschini                                     | Benedikt Gutjan                                        |
| Maddalena                      | Sarah Felberbaum                                         | Friederike Walke                                       |
| Bianca                         | Miriam Leone                                             | Jacqueline Belle                                       |
| Riciardo                       | Michael Schermi                                          | Armin Schlagwein                                       |
| Emilia                         | Tatjana Nardone                                          | Wicki Kalaitzi                                         |
| Maestro Bredani                | Fortunato Cerlino                                        | Uwe Jellinek                                           |
| Alessandra degli Albizzi       | Valentina Cervi                                          | Susanne von Medvey                                     |
| Piccarda Bueri                 | Frances Barber                                           | Katharina Lopinski                                     |
| Kardinal Baldassare Cossa      | Steven Waddington                                        | Thomas Wenke                                           |
| Donatello                      | Ben Starr                                                | Nico Mamone                                            |
| Kardinal Orsini                | Roberto Trifirò                                          | Andreas Müller                                         |
| Andreas di Cecco               | Andrea Bruschi                                           | Jens-Uwe Bogadtke                                      |
| Papst Martin V.                | Andrea Tidona                                            | Peter Reinhardt                                        |
| Papst Eugen IV.                | David Bamber                                             | Mogens von Gadow                                       |
| Kardinal Mosca                 | Fabrizio Matteini                                        |                                                        |
| Bertolo                        | Alessandro Piavani                                       |                                                        |
| Francesco I. Sforza            | Anthony Howell                                           | Oliver Stritzel                                        |
| Malavolti                      | Giorgio Caputo                                           | Dennis Schmidt-Foß                                     |
| Maria Tarugi                   | Valentina Carnelutti                                     | Silke Matthias                                         |
| Tancredi                       | Marco Quaglia                                            | Matthias Kupfer                                        |
| Bardi                          | David Bradley                                            | Lothar Blumhagen                                       |
| Kardinal Lampedusa             | Martino Duane                                            | Klaus-Peter Grap                                       |
| Sandro Tarugi                  | Andy Luotto                                              | Reinhard Scheunemann                                   |
| Schreiber                      | Jacopo Rampini                                           | Sebastian Christoph Jacob                              |
| Bischof Giovanni Vitelleschi   | Justin Avoth                                             | Olaf Reichmann                                         |
| Bruno Aquilani                 | Douglas Dean                                             | Gerald Schaale                                         |
| Cavalcanti                     | Luigi Diberti                                            | Thomas Kästner                                         |
| Doge Francesco Foscari         | James Murray                                             | Wolfgang Wagner                                        |
| Ezio Contarini                 | David Sturzaker                                          | Paul Sedlmeir                                          |
| Ferzetti                       | Alessandro Cremona                                       | Dieter Memel                                           |
| Jacopo Foscari                 | Andrea Fachinetti                                        | Jacob Weigert                                          |
| Mario de’ Medici               | Lorenzo Balducci                                         | Felix Spieß                                            |
| Massimo Contarini              | Roberto Accornero                                        | Bodo Wolf                                              |
| Matteo                         | Marco Zingaro                                            | Christoph Banken                                       |
| Sanuto                         | Andrea Bosca                                             | Bastian Sierich                                        |
| Lorenzo de’ Medici             | Daniel Sharman                                           | Jochen Paletschek                                      |
| Jacopo de’ Pazzi               | Sean Bean                                                | Torsten Michaelis                                      |
| Clarice Orsini                 | Synnøve Karlsen                                          | Regina Beckhaus                                        |
| Giuliano de’ Medici            | Bradley James                                            | Benedikt Weber                                         |
| Bianca de’ Medici              | Aurora Ruffino                                           | Anke Kortemeier                                        |
| Francesco de’ Pazzi            | Matteo Martari                                           | Leonard Hohm                                           |
| Sandro Botticelli              | Sebastian De Souza                                       | Benjamin Krause                                        |
| Carlo de’ Medici               | Callum Blake                                             | Benedikt Gutjan                                        |
| Papst Sixtus IV.               | Raoul Bova (Staffel 2) John Lynch (Staffel 3)            | Jakob Riedl (Staffel 2) Martin Umbach (Staffel 3)      |
| Guglielmo de’ Pazzi            | Charlie Vickers                                          | Maximilian Laprell                                     |
| Francesco Salviati             | Jacob Fortune-Lloyd                                      | Sebastian Winkler                                      |
| Lucrezia Donati                | Alessandra Mastronardi                                   | Stephanie Kellner                                      |
| Simonetta Vespucci             | Matilda Lutz                                             | Marcia von Rebay                                       |
| Girolamo Savonarola            | Francesco Montanari                                      | Sascha Rotermund                                       |
| Girolamo Riario                | Marius Bizau (Staffel 2) Jack Roth (Staffel 3)           | Ole Pfennig (Staffel 2) Patrick Roche (Staffel 3)      |
| Bruno Bernardi                 | Johnny Harris                                            | Claus-Peter Damitz                                     |

## Produktion
Die Dreharbeiten der Serie fanden ausschließlich in Italien statt, darunter an den Originalschauplätzen der Geschichte, in Florenz. Weitere Drehorte wurden in Rom, Bracciano, Tolfa, Santa Severa, Viterbo, Caprarola, Tivoli, Siena, Montepulciano, Volterra und Pistoia gefunden. Die Regie aller acht Episoden der ersten Staffel übernahm Sergio Mimica-Gezzan, der bereits mit Die Säulen der Erde eine Miniserie von derart großem Ausmaß realisiert hat.

## Episodenliste

### Staffel 1
| Nr.: | Titel (deutsch) | Titel (original)          | Erstausstrahlung – Italien | Erstausstrahlung – deutschsprachig |
| ---- | --------------- | ------------------------- | -------------------------- | ---------------------------------- |
| 01   | Erbsünde        | Original Sin              | 18. Oktober 2016           | 27. Dezember 2016                  |
| 02   | Kathedrale      | The Dome and the Domicile | 18. Oktober 2016           | 27. Dezember 2016                  |
| 03   | Pest            | Pestilence                | 25. Oktober 2016           | 28. Dezember 2016                  |
| 04   | Todesurteil     | Judgement Day             | 25. Oktober 2016           | 28. Dezember 2016                  |
| 05   | Versuchung      | Temptation                | 1. November 2016           | 29. Dezember 2016                  |
| 06   | Aufstieg        | Ascendancy                | 1. November 2016           | 29. Dezember 2016                  |
| 07   | Fegefeuer       | Purgatory                 | 8. November 2016           | 30. Dezember 2016                  |
| 08   | Offenbarung     | Epiphany                  | 8. November 2016           | 30. Dezember 2016                  |

### Staffel 2
| Nr.: | Titel (deutsch)               | Titel (original)            | Erstausstrahlung – Italien | Erstausstrahlung – deutschsprachig |
| ---- | ----------------------------- | --------------------------- | -------------------------- | ---------------------------------- |
| 01   | Alte Rechnungen               | Old Scores                  | 23. Oktober 2018           | 24. Dezember 2018                  |
| 02   | Im Alleingang                 | Standing Alone              | 23. Oktober 2018           | 24. Dezember 2018                  |
| 03   | Hindernisse und Möglichkeiten | Obstacles And Opportunities | 30. Oktober 2018           | 25. Dezember 2018                  |
| 04   | Auge um Auge                  | Blood With Blood            | 30. Oktober 2018           | 25. Dezember 2018                  |
| 05   | Blutsbande                    | Ties That Bind              | 6. November 2018           | 26. Dezember 2018                  |
| 06   | Bündnisse                     | Alliance                    | 6. November 2018           | 26. Dezember 2018                  |
| 07   | Verrat                        | Betrayal                    | 13. November 2018          | 27. Dezember 2018                  |
| 08   | Lamm Gottes                   | Mass                        | 13. November 2018          | 27. Dezember 2018                  |

### Staffel 3
| Nr.: | Titel (deutsch)         | Titel (original)         | Erstausstrahlung – Italien | Erstausstrahlung – deutschsprachig |
| ---- | ----------------------- | ------------------------ | -------------------------- | ---------------------------------- |
| 01   | Kämpfen oder Untergehen | Sopravvivenza            | 2. Dezember 2019           | 23. Dezember 2019                  |
| 02   | Der Rat der Zehn        | I Dieci                  | 2. Dezember 2019           | 23. Dezember 2019                  |
| 03   | In der Höhle des Löwen  | Fiducia                  | 3. Dezember 2019           | 24. Dezember 2019                  |
| 04   | Ferrara                 | Innocenti                | 3. Dezember 2019           | 24. Dezember 2019                  |
| 05   | Treue Dienste           | La Santa Sede            | 9. Dezember 2019           | 25. Dezember 2019                  |
| 06   | Leere Kassen            | Un Uomo Senza Importanza | 9. Dezember 2019           | 25. Dezember 2019                  |
| 07   | Verwundete Seelen       | Anime Perdute            | 11. Dezember 2019          | 26. Dezember 2019                  |
| 08   | Stadt der Schönheit     | Il Destino Della Città   | 11. Dezember 2019          | 26. Dezember 2019                  |

## Trivia
- Das Titellied der ersten Staffel "Renaissance" sowie der folgenden Staffel mit dem Titel "Revolution Bones" sind eine Zusammenarbeit von Skin, der Frontfrau der Band Skunk Anansie sowie Komponist Paolo Buonvino
- Alessandro Sperduti, Darsteller von Piero di Cosimo de’ Medici in der ersten Staffel der Serie ist Jahrgang 1987 und damit nur vier Jahre jünger als Annabel Scholey, die Darstellerin seiner Serienmutter.

## Kritiken
„Nein, der ganz große History-Hit sind diese ‚Medici‘ nicht geworden. Es fehlt an Feuer, an Überraschungen, auch an ungewöhnlichen Figuren, um den Betrachter wirklich mitzureißen. Zu viele Szenen hat man so ähnlich schon oft gesehen, zu viele Konflikte (auch der zwischen Cosimo und dem bislang unterbeschäftigten Lorenzo) bauen sich sehr vorhersehbar auf. Was nicht heißt, dass es nicht für eine unterhaltsame Reise durch die Renaissance reichen würde – manchmal ein wenig kitschig, mitunter etwas ungelenk und immer zu sauber und glattpoliert. Aber das ist in anderen Serien dieser Art ähnlich, und wer sich an diesen Wiedererkennungseffekten nicht stört, wird ordentlich bedient.“

„(...) Die Serie zeichnet keine Herrscherbiographien, sondern erzählt den Aufstieg der Medici zur mächtigsten Renaissancedynastie als Netz von Interessenverzweigungen und Abhängigkeiten. Es ist aber vor allem die bildgewaltige Szenerie, die das Florenz des Jahres 1429 augenfällig sinnlich macht. Ausstattung, Gewänder und Interieurs sind vom Feinsten. „Die Medici“ vermittelt so ein Flair, einen imaginierten Geschmack der Zeit, der zugleich Familien- und Machtgeschichte, Krimi und Rachedrama, süffiges Historienbild und schwülstiges Boudoirgeschehen vereint.“